# Chelsey Gullickson
Chelsey Gullickson (født 29. august 1990 i Houston, Texas) er en kvindelig tennisspiller fra USA. Chelsey Gullickson startede sin karriere i 2006. 
9. juni 2008 opnåede Chelsey Gullickson sin højeste WTA single rangering på verdensranglisten som nummer 399. 